# Portada/article gener 29

## Rubió
Rubió és un municipi de la comarca de l'Anoia pertanyent a l'Alta Anoia. El municipi consta de 229 habitants (2015) i té una extensió de 48 km². És un dels municipis més grans de l'Alta Anoia. El terme municipal està delimitat des del nord i seguint el sentit de les agulles del rellotge amb: Aguilar de Segarra (Bages), Castellfollit del Boix (Bages), Òdena, Jorba, Copons i els Prats de Rei.
Sobre el topònim Rubió existeixen dues opinions majoritàries respecte la seva etimologia. La primera diu que Rubió és un topònim que deriva etimològicament de rubeus ('rogenc'), i la segona és que el terme Rubió deriva del antropònim llatí rufus que significa 'ros'.